# Hilara splendida
Hilara splendida är en tvåvingeart som beskrevs av Straka 1976. Hilara splendida ingår i släktet Hilara och familjen dansflugor. Inga underarter finns listade i Catalogue of Life.